# Temporada (deporte)
Una temporada es el periodo de tiempo que se necesita para el desarrollo completo de una competición. Es común que este periodo sea anual en el que se celebran los principales torneos de un determinado deporte. Algunas temporadas deportivas anuales incluyen descansos intermedios de este periodo, donde los deportistas se suelen dedicar al descanso, a la recuperación y al entrenamiento para afrontar las competiciones de la siguiente temporada.
El periodo y la duración de las temporadas dependen mucho de cada disciplina deportiva, pero uno de los principales factores de los deportes al aire libre, suelen ser las condiciones meteorológicas  del lugar o la modalidad deportiva..
Temporadas de algunos deportes:
- Fútbol: depende del país. En Europa actualmente suele ser de julio o agosto hasta junio del siguiente año, en otros países con un invierno más hostil puede iniciar en diciembre o enero y prolongarse hasta febrero o marzo.
- Baloncesto: la temporada de la NBA comienza en octubre para concluir en junio del siguiente año
- Esquí: de noviembre a abril.
- Ciclismo: de febrero a octubre (en Europa). De noviembre a octubre (a efectos UCI).
- Automovilismo: casi todas las temporadas comienzan a principios de año y terminan a fines del año.
- Fútbol americano:la temporada regular de la NFL, comienza en el mes de septiembre, y finaliza en la primera semana de febrero.